# Hain-Gründau
Hain-Gründau ist ein Ortsteil der Gemeinde Gründau im Main-Kinzig-Kreis in Hessen. Der Ortsname wird vom Fluss Gründau abgeleitet, der südlich des Dorfes durch die Gemarkung des Ortsteils, des westlich gelegenen Gründauer Ortsteils Mittel-Gründau und später durch die der Stadt Langenselbold in die Kinzig fließt.

## Geografie

### Geografiche Lage
Der Ort liegt am Rande des Büdinger Waldes und des Ronneburger Hügellandes im Tal der Gründau. Der Büdinger Wald ist ein nach Norden über die Kinzig vorspringender Spessart-Ausläufer, der zum Hessisch-Fränkischen Bergland (Haupteinheitengruppe 14) gezählt wird. Dieser schiebt sich von Süden vor die gegen das Rhein-Main-Tiefland (Haupteinheitengruppe 23) gerichtete Südabdachung des Vogelsberges. Als nordwest-südost-verlaufende Buntsandsteinscholle von 350 bis 410 m Höhe bildet er im Wesentlichen eine Sandsteinhochfläche, auf deren lehmigen Sandböden sich ein fast geschlossenes Waldgebiet befindet, zum größeren Teil Laubwälder, insbesondere das große unzerschnittene Gebiet nördlich von Gelnhausen bis ins Litterbachtal.
Durch den Ort verläuft die Landesstraße 3271 und am südwestlichen Ortsrand liegt die Bundesstraße 457. Westlich führt die Bahnstrecke Gießen–Gelnhausen an Hain-Gründau vorbei; mehrfache Bemühungen um die Einrichtung einer Haltestelle vor dem Ersten Weltkrieg sind gescheitert.

### Nachbargemeinden
Hain-Gründau grenzt im Norden an die Gemarkungen Büdingen und Vonhausen der Stadt Büdingen, im Osten und Süden an die des Ortsteils Gettenbach, im Westen an die des Ortsteils Mittel-Gründau. An die Gemarkung des Gründauer Ortsteil Breitenborn grenzt Hain-Gründau nur gefühlsmäßig, sowohl die Gemarkung Büdingen als auch die Gettenbachs liegen dazwischen.
Die drei Dörfer im Büdinger Wald, Breitenborn A. W., Gettenbach und Hain-Gründau hatten lange Zeit vor der Gebietsreform in Hessen in den 1970er Jahren besondere Beziehungen und „fließende Grenzen“. Die Gemarkungsgrenzen sind mehrfach berichtigt worden.

## Geschichte

### Vorgeschichte und Rodung im Mittelalter
Ein Ort mit dem Namen Grinda war schon 1173 erwähnt worden. Die Laurentiuskirche wurde um 1150 erbaut. Später wurde der Ort Grindaha im Hayn (1248) und Obergründa (Grinda superior) genannt. Es ist ein Walddorf, die Einwohner sind Waldbauern gewesen, denn im Gegensatz zu den beiden anderen Grindaha (Mittel-Gründau und Niedergründau) war Hain-Gründau ein eingeforstetes Dorf (sehr wahrscheinlich eine wesentlich ältere Rodung), im Westen des Büdinger Waldes gelegen. Eine altgermanische Opferstätte kann man mit einiger Wahrscheinlichkeit hier vermuten.
Jedenfalls sind über 5 000 Jahre alte Siedlungsspuren in der Gemarkung bekannt (Fundplätze von Steingeräten: am Stickelberg oberhalb des Bahnhofs Mittel-Gründau und am Fuß des zur Gemarkung Gettenbach gehörenden Wetzstein bis zur Mündung des Gettenbachs in die Gründau). In dieser Zeit werden die Eichen- und Buchenwälder zahlreicher, das Schwein wird Haustier, es wird zur Eichel- und Bucheckern-Mast in den Wald getrieben. Bei Ausgrabungen 2017 und 2019 fand man Gegenstände aus der Zeit der Bandkeramiker im Neolithikum und einer keltischen Siedlung (Keltische Speisekammer). Es besteht die begründete Vermutung einer dauerhaften Besiedelung der Gegend von der Zeit der Bandkeramiker (Fundplatz: In der Altenbach) bis zu den Römern (ca. 100 vor bis 260 n. Chr., östliches Grenzgebiet vor dem römischen Wetterau-Limes mit den beiden Kastellen Rückingen und Marköbel) und ab 500 den Franken (Christentum).
Im 11. oder 12. Jahrhundert wird die Gründung der Siedlung Husenbach (Gemarkungsbezeichnung In der Hausemich) vermutet, die Ausgang des Mittelalters untergegangen ist.

### Das alte Dorf

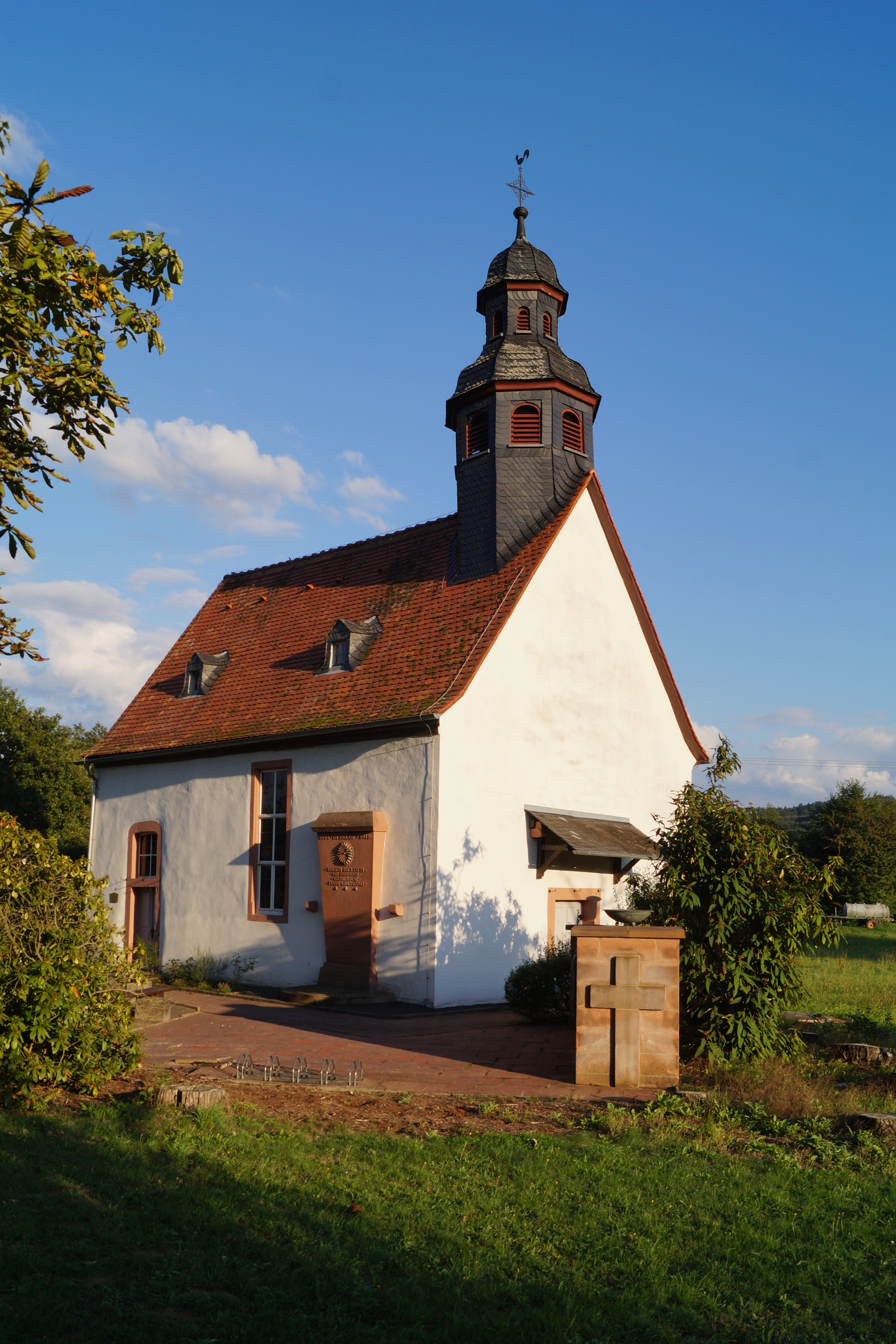
Laurentiuskapelle Haingründau

In der ersten Hälfte des 12. Jahrhunderts wird die noch heute als Kirche genutzte Kapelle (Laurentius-Kapelle) gebaut. Das Dorf liegt südlich der Gründau (das heutige Dorf liegt nördlich der Gründau), nahe dem Hollerborn, der das Wasser für das Dorf liefert. Flurbezeichnungen wie die „Spielgasse“, für die Gärten „auf der Beune“ und die Baumgarten „Bangerte“ erinnern noch heute an die Lage des Dorfes hart an der Grenze der Gettenbacher Gemarkung und in der Nähe des später südlich davon gebauten Hühnerhofs (von Hünenhof wegen der zahlreichen Hünengräber dort im Wald oder auch von „Hainer Hof“ = Hof am Hain). Grindaha in Hayn gehört nach dem Aussterben der Grafen von Selbold-Gelnhausen (1151) den Herren von Büdingen, die später von den Isenburgern beerbt werden. Diese haben mit dem Burggrafenamt in Gelnhausen den gesamten Büdinger Wald und die daran beteiligten Dörfer, die „eingeforsteten“ Dörfer, in ihren Machtbereich gebracht; sie haben auch die Lehen des Forstmeisters von Gelnhausen und die der „reitenden Förster“ (= Ritter) an sich gebracht. 1442 werden die Isenburger in Büdingen (Reichs-)Grafen. 1550 führen sie die Reformation ein („es wird evangelisch gepredigt“, die drei maßgebenden Klöster der Grafschaft, Selbold (in der Stadt Langenselbold), Marienborn und Meerholz werden säkularisiert), 1581 wird eine eigenständige Pfarrei in Hain-Gründau errichtet. Die Kirche wird ausgebaut, in den Kirchenrechnungen taucht neben Vonhausen (das Nachbardorf im Nordwesten), auch Gettenbach auf (das nähere Nachbardorf im Südosten), das Beiträge für den Kirchenbau zahlte. Auch den Friedhof hatten Hain-Gründau und Gettenbach gemeinschaftlich. 1583 lässt sich anhand der Beiträge an den Kirchenfonds die Anzahl der Häuser von Hain-Gründau mit 47, die von Gettenbach mit 37 und Vonhausen mit 36 ermitteln.
1548 arbeiteten in Hain-Gründau und in Gettenbach je ein Eschenbrenner (= Pottaschensieder), sie durften ab 1551 nur noch „liegend Uhrholtz“ (= Leseholz) verwenden, weil der Büdinger Wald durch den Holzverbrauch der Köhler sehr gelichtet war.

### Der Dreißigjährige Krieg und die Zerstörung des Dorfes
Zu Beginn des Krieges (1618) hatte Hain-Gründau 240 Einwohner, die unter den Kriegsabgaben der 1620er Jahre leiden mussten. 1634/35 wird die Kirche und das Dorf (durch kaiserliche Truppen) zerstört; Hunger und Pest herrschen (Der Graf in Büdingen flüchtet, die Grafschaft fällt an den Landgrafen von Hessen-Darmstadt), von Kannibalismus im Dorf (wie im westlichen Nachbardorf Mittel-Gründau) wird berichtet, die Hexenverfolgung erreicht an den Gerichtsorten Büdingen (für die gesamten Isenburgischen Grafschaften von Wolferborn bis Wächtersbach und von Büdingen bis Meerholz) und Gelnhausen (freie Reichsstadt, aber verpfändet) einen neuen Höhepunkt (wie früher schon zwischen 1560 und 1600).

### Das neue Dorf
Nach dem Westfälischen Frieden (1648) wird das Dorf ab 1656 nördlich der Gründau wieder aufgebaut, jedoch weiter östlich, hinter dem Schenkerain entlang der heutigen Pfarrgasse, Burg- und Hainstraße. Der vom Grafen geschenkte Rain (Schenkerain) soll der Legende nach an die ersten Ansiedler Weinel und Hirchenhein gegangen sein. 1687 kommt Hain-Gründau bei einer der Isenburger Landes-Teilungen an Ysenburg-Büdingen-Büdingen, die Dörfer des Gerichts Gründau an Ysenburg-Büdingen-Meerholz und Breitenborn (das Nachbardorf im Osten) an Ysenburg-Büdingen-Marienborn. 1715 wird die Kirche an der ursprünglichen Stelle wieder aufgebaut, die Pfarrei wird wieder selbständig, ein Pfarrhaus errichtet und ein (neuer) Friedhof angelegt.

### Bergbau und Kalkwerk
Schon seit mindestens 1400 gibt es Bergbau auf Kupfer und Silber in Hain-Gründau (Kupferschiefer mit Fischabdrücken). Der Dreißigjährige Krieg unterbricht den Bergbau, der nach 1700 wieder aufgenommen wird und 1780 aufgegeben wird (1856–1858 ein erneuter Versuch). Die kupferführenden Schichten der Hain-Gründauer Zechsteinformationen mit Blei, Nickel, Wismut, Kobalt, Eisen, Zink, Gips, Kalkstein, Steinsalz und Schwerspat zogen im 20. Jahrhundert viele Professoren und Studenten zu Exkursionen an die Reste von Stollen und Schächten im „Im Wolfsgraben“, „Kreischberg“ und „Auf der Fuchshecke“. Das Hain-Gründauer Erz war sehr ertragreich, aus 157 Zentnern Erz wurden 13¾ Lot Silber, ein Zentner 61½ Pfund Kupfer, drei Zentner 79¼ Pfund Blei gewonnen; gefördert wurde aus 17 Schächten. Eine Hütte "Auf der Schmelz" befand sich östlich des Dorfes (Mühläcker, Auf der Schmelzwiese, Am oberen Grubenhaus) an der Brücke über die Gründau. In der letzten Betriebsperiode in der 2. Hälfte des 18. Jh. wurde das gewonnene Erz in Bieber im Spessart verhüttet. Die zahlreichen Hinweise auf alten Bergbau in der Hain-Gründauer Gemarkung veranlassten 1897 eine Untersuchung der Bodenbeschaffenheit durch die Königlich Preußische Geologische Landesanstalt. Die Aufnahme bestätigte, dass die Mächtigkeit des Zechsteins im Norden der Gemarkung nach dem Büdinger Tunnel zu immer mehr zunimmt (45 bis 60 m).
Aufgrund des Gutachtens baute die Oberhessische Portland Zementfabrik viele Jahrzehnte erstklassigen "Kalk" ab, der in drei großen trichterförmigen Öfen drei bis vier Tage bei ca. 1000 Grad brannte und in einer Kalkmühle zu Bau- und Dungkalk wurde. Damals waren 40 bis 50 Arbeiter in dem Werk beschäftigt; die Unternehmer planten sogar eine Drahtseilbahn nach Gettenbach zu führen und von dort mit einer noch zu verlegenden Schmalspurbahn zum Bahnhof nach Mittelgründau zu bringen. Dazu kam es wegen der Weltwirtschaftskrise 1929/30 nicht. Das Werk wurde aber erst 1965 stillgelegt.

### Der Siebenjährige Krieg, die Landesaufnahme und die Regulierung im 18. Jahrhundert, die Französische Revolution, Napoleon und der Untergang des alten Reiches
"Die Stürme des siebenjährigen, vor allem aber des französischen Krieges hinterließen vielfache Spuren der Zerstörung und Verwüstung, in Flur und Dorf, in Haus und Herz." Das Land wird vermessen, Flurkarten erstellt und die Gründau wird reguliert (unter dem Hoheitsschultheiß J. Konrad Siegmann). Während der Zeit der Koalitionskriege 1796/97 haben die Dorfbewohner unter den Truppendurchzügen der französischen Armee viel zu leiden. Räuberbanden verstecken sich im Schutz des Büdinger Waldes und machten die Gegend unsicher.
Mit dem Untergang des alten Reiches (1806) entsteht ein moderner Staat als Mitglied des Rheinbundes, das Fürstentum Isenburg unter Carl Fürst zu Isenburg und Büdingen in Birstein, der jedoch meist in Offenbach residierte (Offenbach, Dreieich und Neu-Isenburg gehörten zu dem Fürstentum). Wiederum wird das Dorf zur Kasse gebeten, diesmal für Kriege Napoleons in ganz Europa. Mit den Beschlüssen des Wiener Kongresses (1814/15) verliert das Fürstentum seine Selbständigkeit und wird Mitte 1816 zwischen Kurhessen und dem Großherzogtum Hessen-Darmstadt aufgeteilt; Hain-Gründau kommt zum Großherzogtum und zum Landratsbezirk Büdingen, der 1852 zum Kreis Büdingen wird. Zwischen Hain-Gründau einerseits und Gettenbach mit dem Hühnerhof sowie Breitenborn anderseits verläuft nun die Staats- und Zollgrenze, ein Zollamt wird errichtet.

### 1830 und 1848 – Revolutionäre Umtriebe

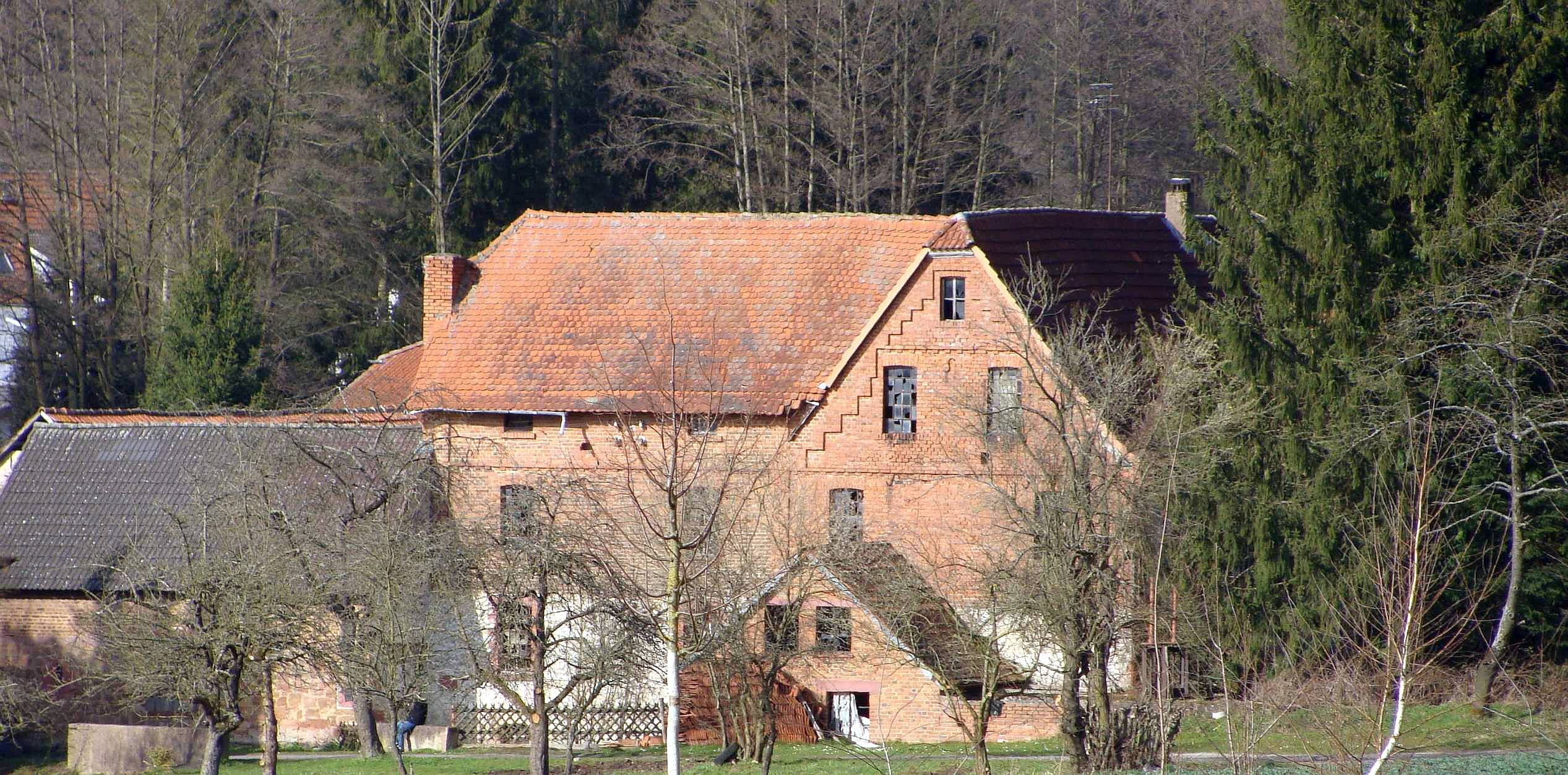
Ehemalige Getreidemühle in Hain-Gründau am nordwestlichen Fuß des Wetzsteins (252 m hoch), bis in die 1950er Jahre in Betrieb.

1830 hat das Dorf 492 Einwohner, überall in der (kurhessischen) Provinz Hanau und im (hessen-darmstädtischen) Provinz Oberhessen sind Zollunruhen, das Hain-Gründauer Grenzzollamt wird demoliert, die Steuerakten verbrannt, die Einwohner schließen sich z. T. bewaffneten Zügen nach Büdingen an, wo das Schloss gestürmt wird. Das großherzogliche Militär wird eingesetzt. Trotz der gewaltsamen Niederschlagung der Aufstände kommt es zu Reformen (In Kurhessen wird eine neue fortschrittliche Verfassung erlassen). Der bisher gemeinsam genutzte Mark- und Gerichtswald des Gerichts Büdingen wird aufgelöst und an die beteiligten Dörfer verteilt. Der Hain-Gründauer Gemeindewald im Ronneburger Wald nordwestlich von Mittel-Gründau entsteht, endgültig wird der Wald der Gemeinde erst nach 1848 zugeteilt. Im Laufe der 1840er Jahre werden auch die "Zehnten" (Abgaben) gegenüber der Bergkirche, der Kirche in Gelnhausen und den Büdinger Grafen "abgelöst". 1856/57 wird auch der Mühlenbann (die Verpflichtung, das geerntete Getreide in der Mühle mahlen zu lassen) für die herrschaftliche Mühle an der Gründau (unterhalb des Wetzsteins) abgelöst.
Mitte der 1840er Jahre kommt es zu Missernten und zu Hungersnöten, es wird eine öffentliche Speiseanstalt für Kinder eingerichtet. Das Bevölkerungswachstum und die nicht steigenden Ernten bringen keine Besserung der Lage der Bevölkerung (1849 = 669, 1852 = 708 Einwohner). Die Gemeinde führt einen umfangreichen Holzeinschlag in dem neuen Gemeindewald durch und finanziert dadurch die Auswanderung (vollständige Ausstattung) von 120 Einwohnern nach Baltimore, Maryland, USA. 1854 hat Hain-Gründau nur noch 510 Einwohner (1890 = 583 Einwohner).

### Jüdische Einwohner im 19. und 20. Jahrhundert

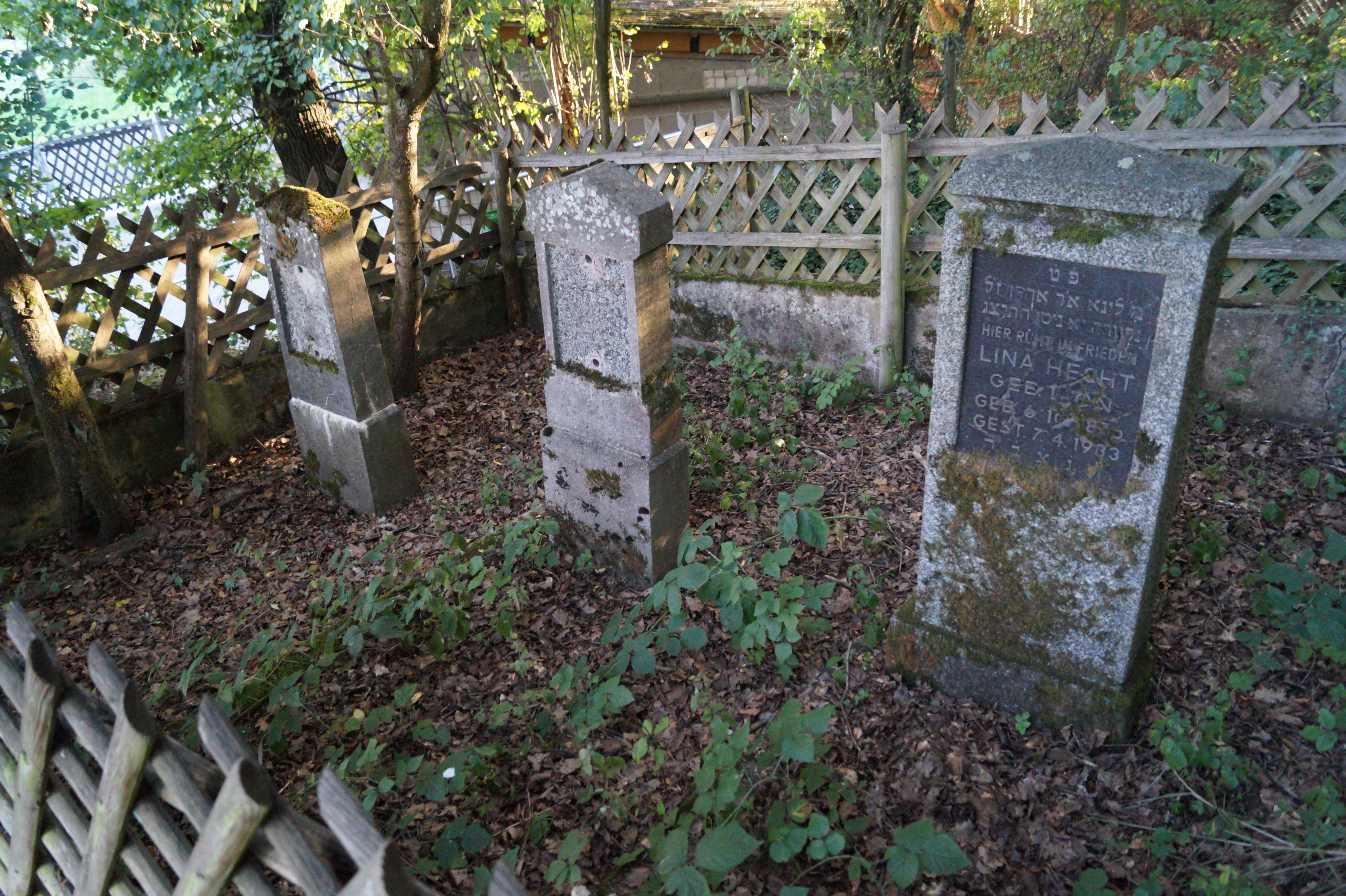
Jüdischer Friedhof in Hain-Gründau, Blick in den Friedhofsbereich von Nordosten

Eine erste jüdische Familie (Löb) soll seit Ende des 18. Jahrhunderts im Dorf ansässig gewesen sein. 1840 ist eine jüdische Familie in Hain-Gründau belegt, weil ein jüdisches Personenstandsregister angelegt und geführt wird. 1890 gibt es zwei jüdische Familien (Goldschmidt und Grünebaum), die kleine Geschäfte in der (heutigen) Hain- und Burgstraße hatten. Sie sind erst während des Nationalsozialismus in den 1930er Jahren aus dem Dorf vertrieben worden. Ab 1866 kommt es durch den Zuzug von jüdischen Familien von der Ronneburg und aus Gettenbach zu einer jüdischen Gemeinde in Hain-Gründau, zu der auch Mittel-Gründauer Juden gehörten (Bethaus in der Pfarrgasse). In den 1920er Jahren wird ein jüdischer Begräbnisplatz angelegt. 1935/36 ziehen zahlreiche jüdische Familien in Großstädte wie Frankfurt und Darmstadt, das Gotteshaus wird verkauft, die jüdische Gemeinde aufgelöst. 1941 bis 1943 werden zahlreiche Angehörige der jüdischen Familien aus Hain-Gründau nach ihrer Verschleppung, z. T. nach Minsk und Majdanek, umgebracht. Der jüdische Friedhof in Hain-Gründau wurde während der Zeit des Nationalsozialismus zerstört und „abgeräumt“. Nach dem Ende des Zweiten Weltkrieges konnten nur drei Grabsteine wieder errichtet werden.

### Technischer Fortschritt in der zweiten Hälfte des 19. Jahrhunderts
1840 wird eine Chaussee von Lieblos durch den Judengrund (möglicherweise eine alte Begräbnisstätte für die Gettenbacher Juden), die Gründau überquerend auf die Kleeplatte und weiter nach Büdingen geführt. 1852 wird der Kreis Büdingen gebildet.
1870 wird die Bahnstrecke Gießen–Gelnhausen fertiggestellt. Ein Bahnhof wird trotz vieler Bemühungen nicht angelegt, weshalb ein Abgeordneter der Zweiten Kammer der Landstände des Großherzogtums Hessen folgenden Beschluss beantragt, die (großherzogliche) Staatsregierung zu ersuchen, die in Mittel-Gründau errichtete Haltestelle näher nach Hain-Gründau, zu verlegen, etwa da[hin], wo die Eisenbahn die Staatsstraße von Ortenberg nach Gelnhausen durchkreuzt und die Bahnverwaltung schon wiederholt Züge [hat] halten und für die Glashütte in Breitenborn bestimmte Materialien absetzen ließ. Es half nichts, der Bahnhof blieb in Mittel-Gründau.
1885 wird die Burgschule mit zwei Klassenräumen gebaut. Arbeitsplätze sind jetzt nicht mehr nur in der Landwirtschaft und im Wald zu finden, mit der Eisenbahn kann man bis Hanau fahren, viele arbeiten auch im Basaltsteinbruch in Breitenborn A.W. 1910 hat das Dorf 736 Einwohner gehabt.

### Die Weimarer Republik, die Elektrifizierung und die Weltwirtschaftskrise
Im Ersten Weltkrieg fielen 19 Hain-Gründauer, vier werden vermisst. Hain-Gründau gehört nach der November-Revolution ab 1919 zum Volksstaat Hessen, dem Nachfolger des Großherzogtums; die Nachbargemeinden Gettenbach und Breitenborn zu Preußen. 1921 erhält Hain-Gründau elektrischen Strom (seitdem gehört das Dorf wie Mittel-Gründau für knapp ein Jahrhundert zum Versorgungsgebiet der OVAG bzw. ihrer Vorläufer). 1927 wird ein Sägewerk gegründet. Durch die Weltwirtschaftskrise 1929/32 gibt es im Dorf viele Arbeitslose. Im Jahre 1933 hatte Hain-Gründau 835 Einwohner. Knapp 80 % der gültigen Stimmen fielen bei den Reichstagswahlen Anfang März 1933 auf die NSDAP, über 15 % auf die KPD (eine ähnliche Stimmenverteilung wie im westlichen Nachbardorf Mittel-Gründau).

### WMTS – Bunkergürtel von der Wetterau bis Klingenberg am Main – und Zweiter Weltkrieg
Zwischen 1936 und 1937 errichtete das Deutsche Reich einen militärischen Bunkergürtel zwischen Büdingen in der Wetterau und dem unterfränkischen Klingenberg in Bayern unter dem Namen Wetterau-Main-Tauber-Stellung (WMTS). Sie sollte das Reichsgebiet vor einem schnellen Angriff von Ost oder West schützen, der zur Abspaltung der südlichen Hälfte Deutschlands hätte führen können. Unter Beachtung der Regelungen des Versailler Vertrages bot ihre Lage die am weitesten westlich gelegene, taktisch und technisch sinnvolle Möglichkeit, den Vormarsch eines Angreifers zu verzögern. Anlagen der Stellungen im Büdinger Wald befinden sich auch in Hain-Gründau. Die Bunker im Nordosten und Osten der Gemarkung sind nach 1945 gesprengt, kleinere fernmeldetechnische Anlagen hinter der Bunkerlinie sind zugeschüttet worden. „Nahe dem Bunker zwischen Hain-Gründau und Gettenbach sind rechts und links des Waldweges noch alte Schützengräben mit einem Panzergraben erkennbar. Sie sind zu einer tiefen Verteidigungslinie (5 bis 6 Gräben) gestaffelt.“
Während des Zweiten Weltkriegs arbeiteten zwangsverpflichtete Arbeitskräfte aus Frankreich, Polen und später sowjetische Kriegsgefangene in Hain-Gründau. "Nördlich des Dorfes befand sich eine Außenstelle des Stalag IXb (Bad Orb). Sie liegt etwas nördlich von Hain-Gründau. In diesem Außenlager, von dem noch eine Baracke und ein Wachhäuschen erhalten ist, befanden sich Kriegsgefangene, die als Erntehelfer eingesetzt wurden. Bewacht wurden sie meist von 'zuverlässigen' Bürgern, die zu diesem Zweck mit einer Waffe ausgerüstet wurden." Ab 1944 werden Opfer von Bombenangriffen (Ausgebombte) aus Frankfurt, Offenbach und Hanau aufgenommen, am Karfreitag 1945 marschieren amerikanische Truppen in Hain-Gründau ein.

### Zeitraum 1946 bis 1959
1946/47 werden 234 Flüchtlinge und Heimatvertriebene aufgenommen. 1950 hat das Dorf 1.192 Einwohner (darunter erstmals 192 Katholiken). 1951–54 wird die zentrale Wasserversorgung und Kanalisation gebaut, 1959 eine Kläranlage, die Dorfstraßen werden asphaltiert.

### Gebietsreform und Ende der Selbständigkeit
Im Zuge der Gebietsreform in Hessen gab es Bemühnunen mit den Gemeinden Breitenborn, Gettenbach, Lieblos und Niedergründau die Gemeinde Gründau zu bilden. Dies führte in Hain-Gründau zu Bürgerprotesten, weil man den Landkreis Büdingen nicht verlassen wollte, sodass die Gemeinde Gründau zu 31. Dezember 1971 letzich ohne Hain-Gründau gegründet wurde. Dies führte dazu, dass zum 31. August 1972 der Ort zusammen mit dem Nachbardorf Mittel-Gründau kraft Landesgesetz nach Gründau im Landkreis Büdingen eingemeindet wurde. Für Hain-Gründau wurde, wie für alle eingegliederten Gemeinden von Gründau, ein Ortsbezirk errichtet.
Hain-Gründau hat zu dieser Zeit 1210 Einwohner. 1977 schließt sich die Kirchengemeinde der Gemeinde "Auf dem Berg" an, die außer Breitenborn (diese kam erst 2017 zur Kirchengemeinde "Auf dem Berg") alle Gründauer Ortsteile (und den Stadtteil Roth der Stadt Gelnhausen) umfasste. In den 1980er Jahren kommt es zu einer (erneuten, wie schon 1928–34) Flurbereinigung, die Anzahl der Feldwege wird reduziert, die Trasse für eine Ortsumgehung des Dorfes wird projektiert. Neubaugebiete werden geplant und ausgewiesen (1997 hat das Dorf 1.673 Einwohner). 1998 feierte der Ort "750 Jahre Hain-Gründau".

### Verwaltungsgeschichte im Überblick
Die folgende Liste zeigt die Staaten und Verwaltungseinheiten, denen Hain-Gründau angehört(e):
- vor 1806: Heiliges Römisches Reich, Grafschaft Isenburg-Büdingen, Amt Büdingen,  Gericht Büdingen
- ab 1806: Fürstentum Isenburg (Rheinbund),[Anm. 2]  Gericht Büdingen
- ab 1813: Generalgouvernement Frankfurt,[Anm. 3]  Gericht Büdingen
- ab 1815: Kaisertum Österreich,[Anm. 4] Gericht Büdingen
- ab 1816: Großherzogtum Hessen (Souveränitätslande),[Anm. 5] Provinz Oberhessen, Amt Büdingen[48] (zur Standesherrschaft Isenburg gehörig)
- ab 1822: Großherzogtum Hessen, Provinz Oberhessen, Landratsbezirk Büdingen[49][Anm. 6]
- ab 1848: Großherzogtum Hessen, Regierungsbezirk Nidda
- ab 1852: Großherzogtum Hessen, Provinz Oberhessen, Kreis Büdingen
- ab 1867: Norddeutscher Bund,[Anm. 7]  Großherzogtum Hessen, Provinz Oberhessen, Kreis Büdingen
- ab 1871: Deutsches Reich, Großherzogtum Hessen, Provinz Oberhessen, Kreis Büdingen
- ab 1918: Deutsches Reich,[Anm. 8] Volksstaat Hessen, Provinz Oberhessen, Kreis Büdingen
- ab 1938: Deutsches Reich, Volksstaat Hessen, Landkreis Büdingen[50][Anm. 9]
- ab 1945: Amerikanische Besatzungszone, Groß-Hessen,[Anm. 10] Regierungsbezirk Darmstadt, Landkreis Büdingen
- ab 1946: Amerikanische Besatzungszone, Land Hessen, Regierungsbezirk Darmstadt, Landkreis Büdingen
- ab 1972: Bundesrepublik Deutschland, Hessen, Regierungsbezirk Darmstadt, Landkreis Gelnhausen, Gemeinde Gründau
- ab 1974: Bundesrepublik Deutschland, Hessen, Regierungsbezirk Darmstadt, Main-Kinzig-Kreis, Gemeinde Gründau

### Geschichte ortsbezogener Geldwirtschaft: Banken, Kreditgewerbe, Raiffeisenkassen
18. Februar 1925 Gründung des Hain-Gründauer Spar- und Darlehenskassenverein;

3. August 1935 Umbenennung des Hain-Gründauer Spar- und Darlehenskassenverein in Bäuerliche Spar-, Kredit-, Bezugs- und Absatzgenossenschaft Hain-Gründau;

26. Januar 1948 Umbenennung der Bäuerlichen Spar-, Kredit-, Bezugs- und Absatzgenossenschaft Hain-Gründau in Raiffeisenkasse Hain-Gründau;

30. September 1972 Zusammenschluss der Raiffeisenkasse Hain-Gründau und Raiffeisenbank Mittlere Kinzig unter der Firma Raiffeisenbank Mittlere Kinzig;

11. Mai 1990 Umbenennung der Raiffeisenbank Mittlere Kinzig in Raiffeisenbank Gelnhausen;

13. September 2001 Zusammenschluss der Raiffeisenbank Gelnhausen und der VR Bank Bad Orb-Gelnhausen unter der Firma VR Bank Bad Orb-Gelnhausen eG.

## Bevölkerung
Einwohnerstruktur 2011
Nach den Erhebungen des Zensus 2011 lebten am Stichtag dem 9. Mai 2011 in Hain-Gründau 1677 Einwohner. Darunter waren 75 (4,5 %) Ausländer. Nach dem Lebensalter waren 294 Einwohner unter 18 Jahren, 753 zwischen 18 und 49, 384 zwischen 50 und 64 und 249 Einwohner waren älter. Die Einwohner lebten in 726 Haushalten. Davon waren 201 Singlehaushalte, 219 Paare ohne Kinder und 219 Paare mit Kindern, sowie 69 Alleinerziehende und 18 Wohngemeinschaften. In 105 Haushalten lebten ausschließlich Senioren und in 546 Haushaltungen lebten keine Senioren.
Einwohnerentwicklung
| Hain-Gründau: Einwohnerzahlen von 1834 bis 2020 | Hain-Gründau: Einwohnerzahlen von 1834 bis 2020 | Hain-Gründau: Einwohnerzahlen von 1834 bis 2020 | Hain-Gründau: Einwohnerzahlen von 1834 bis 2020 | Hain-Gründau: Einwohnerzahlen von 1834 bis 2020 |
| --- | ----------------------------------------------- | ----------------------------------------------- | ----------------------------------------------- | ----------------------------------------------- |
| Jahr |                                                 |                                                 |                                                 | Einwohner                                       |
| 1834 | 1834                                            |                                                 | 566                                             | 566                                             |
| 1840 | 1840                                            |                                                 | 642                                             | 642                                             |
| 1846 | 1846                                            |                                                 | 681                                             | 681                                             |
| 1852 | 1852                                            |                                                 | 566                                             | 566                                             |
| 1858 | 1858                                            |                                                 | 597                                             | 597                                             |
| 1864 | 1864                                            |                                                 | 546                                             | 546                                             |
| 1871 | 1871                                            |                                                 | 585                                             | 585                                             |
| 1875 | 1875                                            |                                                 | 571                                             | 571                                             |
| 1885 | 1885                                            |                                                 | 610                                             | 610                                             |
| 1895 | 1895                                            |                                                 | 622                                             | 622                                             |
| 1905 | 1905                                            |                                                 | 702                                             | 702                                             |
| 1910 | 1910                                            |                                                 | 736                                             | 736                                             |
| 1925 | 1925                                            |                                                 | 781                                             | 781                                             |
| 1939 | 1939                                            |                                                 | 835                                             | 835                                             |
| 1946 | 1946                                            |                                                 | 1.137                                           | 1.137                                           |
| 1950 | 1950                                            |                                                 | 1.192                                           | 1.192                                           |
| 1956 | 1956                                            |                                                 | 1.056                                           | 1.056                                           |
| 1961 | 1961                                            |                                                 | 1.054                                           | 1.054                                           |
| 1967 | 1967                                            |                                                 | 1.149                                           | 1.149                                           |
| 1970 | 1970                                            |                                                 | 1.186                                           | 1.186                                           |
| 1980 | 1980                                            |                                                 | ?                                               | ?                                               |
| 1990 | 1990                                            |                                                 | ?                                               | ?                                               |
| 2000 | 2000                                            |                                                 | ?                                               | ?                                               |
| 2011 | 2011                                            |                                                 | 1.677                                           | 1.677                                           |
| 2015 | 2015                                            |                                                 | 1.760                                           | 1.760                                           |
| 2020 | 2020                                            |                                                 | 1.765                                           | 1.765                                           |
| Datenquelle: Historisches Gemeindeverzeichnis für Hessen: Die Bevölkerung der Gemeinden 1834 bis 1967. Wiesbaden: Hessisches Statistisches Landesamt, 1968. Weitere Quellen: LAGIS; Gemeinde Gründau; Zensus 2011 |                                                 |                                                 |                                                 |                                                 |

Historische Religionszugehörigkeit
| • 1961: | 912 evangelische (= 86,53 %), 109 katholische (= 10,34 %) Einwohner |

## Politik

### Ortsbeirat
Für Hain-Gründau besteht ein Ortsbezirk (Gebiete der ehemaligen Gemeinde Hain-Gründau) mit Ortsbeirat und Ortsvorsteher nach der Hessischen Gemeindeordnung.
Der Ortsbeirat besteht aus fünf Mitgliedern. Bei den Kommunalwahlen in Hessen 2021 betrug die Wahlbeteiligung zum Ortsbeirat 52,71 %. Dabei wurden gewählt: je zwei Mitglieder der CDU und der SPD, sowie ein Mitglied der Liste „Bürger für Grümdau“ (FWG). Der Ortsbeirat wählte Heinz Weinel (SPD) zum Ortsvorsteher.

### Wappen
Am 30. Juli 1971 wurde der Gemeinde Hain-Gründau im damaligen Landkreis Büdingen ein Wappen mit folgender Blasonierung verliehen: In Blau ein goldener, von drei goldenen Lindenblättern (2:1) beseiteter Wellenbalken mit einem schwarzen, von silbernem Feuerrost belegten Herzschild.

## Kulturdenkmäler
Siehe: Liste der Kulturdenkmäler in Gründau#Hain-Gründau

## Wirtschaft und Infrastruktur
Im Ort gibt es eine Grundschule, eine Mehrzweckhalle und einen nahe dem Hühnerhof, der zur Gemarkung Gettenbach gehört, liegenden Verkehrsübungsplatz des ADAC. Bauhistorisch interessant ist die Laurentiuskapelle im Westen des Dorfes.

## Persönlichkeiten
Lina Hirchenhein geb. Knoth (1911–2005) wollte als junge Frau 1935 einen arischen Mann heiraten, das wurde ihr vom Standesbeamten verweigert, weil sie eine jüdische Mutter hatte und deshalb nach den Nürnberger Gesetzen ein Mischling ersten Grades (Personen mit einem jüdischen Elternteil) war, für die ein Eheverbot mit Ariern galt. 1943 wurde sie verhaftet, sie war insgesamt zweieinhalb Jahre in Haft, davon von Juli 1943 bis Ende Januar 1945 im KZ Auschwitz ("Ich habe gesehen, wie man Kinder lebend ins Feuer warf und Tausende Menschen ins Gas trieb."), und wurde am 1. Mai 1945 aus einem Nebenlager vom KZ Ravensbrück bei Berlin befreit. Sie lebte danach bis zu ihrem Tod in Hain-Gründau.